# بريان ديفاريس
بريان ديفاريس (بالهولندية: Bryan Defares) مواليد 14 يونيو 1981 في أمستردام، هو لاعب كرة سلة هولندي سابق. بدأ مسيرته الاحترافية في سنة 2004. اعتزل اللعب في 2011. لعب مع خيخون لكرة السلة في موسم 2006–2007، ثم لعب مع نيوكاسل إيجلز في سنة 2008.

## روابط خارجية
- بريان ديفاريس على موقع الاتحاد الدولي لكرة السلة (الإنجليزية)
- بريان ديفاريس على موقع كرة السلة الأوروبية.كوم (الإنجليزية)
- بريان ديفاريس على موقع كلية كرة السلة في سبورتس رفرنس.كوم (الإنجليزية)
- بريان ديفاريس على موقع ريلجم (الإنجليزية)
- بريان ديفاريس على موقع بروبوليرز (الإنجليزية)
- بريان ديفاريس على موقع سبورتس رفرنس (الإنجليزية)